# La Peñuela, Delstaten Mexiko
La Peñuela är en ort i Mexiko.   Den ligger i kommunen Zinacantepec och delstaten Mexiko, i den sydöstra delen av landet, 80 km väster om huvudstaden Mexico City. La Peñuela ligger 3 040 meter över havet och antalet invånare är 655.
Terrängen runt La Peñuela är lite bergig. Runt La Peñuela är det tätbefolkat, med 286 invånare per kvadratkilometer. Närmaste större samhälle är San Miguel Zinacantepec, 18,6 km nordost om La Peñuela. I omgivningarna runt La Peñuela växer i huvudsak blandskog.